# Cryptus aridus
Cryptus aridus är en stekelart som beskrevs av H. Douglas Pratt 1945. Cryptus aridus ingår i släktet Cryptus och familjen brokparasitsteklar. Inga underarter finns listade i Catalogue of Life.